# Associazione Calcio Pro Sesto 1989-1990
Questa pagina raccoglie le informazioni riguardanti l'Associazione Calcio Pro Sesto nelle competizioni ufficiali della stagione 1989-1990.

## Stagione
Nella stagione 1989-1990 la Pro Sesto ha disputato il girone B del campionato di Serie C2, piazzandosi in seconda posizione in classifica con 44 punti, uno in meno del Varese che ha vinto il torneo. Entrambe le squadre sono state promosse in Serie C1. Nella terza stagione tra i professionisti la Pro Sesto ottiene quindi la promozione in Serie C1. Nonostante l'ottimo lavoro svolto da Giancarlo Danova nelle scorse stagioni, la società sestese punta per questa annata sul tecnico Gianfranco Motta reduce dall'aver ottenuto brillanti risultati con la Pro Lissone e l'Oltrepò. Per ripianare il bilancio vengono ceduti i più promettenti, tra questi Giancarlo Filippini per 400 milioni passa al Venezia, mentre dal Varese arriva il centrocampista Giuliano Melosi, dal mercato ottobrino arriva dal Pavia Luca Campistri, che segna 6 reti. Nessuno alla vigilia avrebbe pensato alla promozione, quanto piuttosto a disputare un buon campionato. E invece arriva una insperata promozione proprio all'ultima giornata espugnando (0-1) il campo del Cittadella con una rete di Campistri ad un minuto dal termine, ma è questa la tredicesima vittoria a fronte di sole tre sconfitte e diciotto pareggi, insomma per la Pro Sesto una memorabile stagione. Nella Coppa Italia di Serie C i biancocelesti si piazzano al quarto posto nel girone B di qualificazione a sette squadre, che promuove ai sedicesimi il Novara.

## Rosa
| N. |                   | Ruolo | Calciatore           |
| -- | ----------------- | ----- | -------------------- |
|    | Italia (bandiera) | C     | Luigi Andreoni       |
|    | Italia (bandiera) | A     | Claudio Balesini     |
|    | Italia (bandiera) | C     | Massimiliano Caliari |
|    | Italia (bandiera) | A     | Luca Campistri       |
|    | Italia (bandiera) | A     | Giovanni Capasso     |
|    | Italia (bandiera) | D     | Davide Castellin     |
|    | Italia (bandiera) | D     | Luciano Castioni     |
|    | Italia (bandiera) | C     | Giagheddu Luigi      |
|    | Italia (bandiera) | D     | Claudio Filippi      |
|    | Italia (bandiera) | D     | Luca Gambacciani     |
|    | Italia (bandiera) | C     | Devis Giani          |

| N. |                   | Ruolo | Calciatore        |
| -- | ----------------- | ----- | ----------------- |
|    | Italia (bandiera) | C     | Maurizio Lizzani  |
|    | Italia (bandiera) | A     | Salvatore Lomanno |
|    | Italia (bandiera) | D     | Claudio Mandotti  |
|    | Italia (bandiera) | D     | Maurizio Mauri    |
|    | Italia (bandiera) | C     | Giuliano Melosi   |
|    | Italia (bandiera) | P     | Sandro Merlo      |
|    | Italia (bandiera) | D     | Maurizio Pecoraro |
|    | Italia (bandiera) | C     | Ermanno Pelucchi  |
|    | Italia (bandiera) | A     | Corrado Pescatori |
|    | Italia (bandiera) | A     | Marco Pozzi       |
|    | Italia (bandiera) | A     | Valerio Rigamonti |

## Risultati

### Campionato

#### Girone di andata
| Arbitro: | Bizzotto (Castelfranco Veneto) |

|              |           |                                  |
| Galeazzi 39’ | Marcatori | 48’ Pescatori 79’ (rig.) Cerrone |

| Sesto San Giovanni 24 settembre 1989 2ª giornata | Pro Sesto          | 0 – 0 | Suzzara | Stadio Breda\| Arbitro: \| Schellino (Biella) \| |
| Arbitro:                                         | Schellino (Biella) |       |         |                                                  |

| Arbitro: | Lana (Torino) |

|            |           |  |
| Strada 75’ | Marcatori |  |

| Arbitro: | Daniluzzi (Latisana) |

|                           |           |  |
| Cerrone 18’ Pescatori 45’ | Marcatori |  |

| Arbitro: | Griffo (Palermo) |

|            |           |            |
| Melosi 57’ | Marcatori | 71’ Mosele |

| Cento 22 ottobre 1989 6ª giornata | Centese              | 0 – 0 | Pro Sesto | Stadio Loris Bulgarelli\| Arbitro: \| Del Giudice (Napoli) \| |
| Arbitro:                          | Del Giudice (Napoli) |       |           |                                                               |

| Arbitro: | Minotti (Frosinone) |

|               |           |           |
| Pescatori 16’ | Marcatori | 18’ Liset |

| Arbitro: | Pacifici (Roma) |

|  |           |               |
|  | Marcatori | 62’ Campistri |

| Arbitro: | Bignozzi (Ferrara) |

|             |           |             |
| Caliari 90’ | Marcatori | 43’ Putelli |

| Arbitro: | Paterna (Teramo) |

|                |           |               |
| D'Agostino 17’ | Marcatori | 88’ Campistri |

| Arbitro: | Montesano (Napoli) |

|               |           |  |
| Campistri 42’ | Marcatori |  |

| Legnano 3 dicembre 1989 12ª giornata | Legnano            | 0 – 0 | Pro Sesto | Stadio Giovanni Mari\| Arbitro: \| Schellino (Biella) \| |
| Arbitro:                             | Schellino (Biella) |       |           |                                                          |

| Arbitro: | Casoli (Reggio Emilia) |

|                         |           |           |
| Balesini 28’ Melosi 52’ | Marcatori | 89’ Tatti |

| Arbitro: | Stefanelli (Bologna) |

|             |           |  |
| Tirloni 38’ | Marcatori |  |

| Sesto San Giovanni 30 dicembre 1989 15ª giornata | Pro Sesto          | 0 – 0 | Orceana | Stadio Breda\| Arbitro: \| Sbrilli (Grosseto) \| |
| Arbitro:                                         | Sbrilli (Grosseto) |       |         |                                                  |

| Arbitro: | Montalcini (Crotone) |

|             |           |                          |
| Capuzzo 18’ | Marcatori | 40’ Lizzani 55’ M. Pozzi |

| Sesto San Giovanni 14 gennaio 1990 17ª giornata | Pro Sesto           | 0 – 0 | Cittadella | Stadio Breda\| Arbitro: \| Franceschini (Bari) \| |
| Arbitro:                                        | Franceschini (Bari) |       |            |                                                   |

#### Girone di ritorno
| Arbitro: | Disarò (Conselve) |

|              |           |  |
| Castioni 26’ | Marcatori |  |

| Suzzara 4 febbraio 1990 19ª giornata | Suzzara              | 0 – 0 | Pro Sesto | Stadio Comunale\| Arbitro: \| Nepi (Ascoli Piceno) \| |
| Arbitro:                             | Nepi (Ascoli Piceno) |       |           |                                                       |

| Arbitro: | Canzonieri (Roma) |

|              |           |  |
| Mandotti 11’ | Marcatori |  |

| Arbitro: | Gazzetta (Mestre) |

|            |           |              |
| Sgherri 3’ | Marcatori | 75’ Pelucchi |

| Arbitro: | Carozzi (Alessandria) |

|                    |           |  |
| Profumo 71’ (rig.) | Marcatori |  |

| Arbitro: | Rossignoli (Firenze) |

|               |           |                |
| Campistri 59’ | Marcatori | 65’ Signorotti |

| Arbitro: | Rizzo (Catania) |

|  |           |              |
|  | Marcatori | 82’ M. Pozzi |

| Arbitro: | Montesano (Napoli) |

|                         |           |                         |
| Melosi 39’ M. Pozzi 75’ | Marcatori | 19’ Tamagnini 53’ Perin |

| Crema 1º aprile 1990 26ª giornata | Pergocrema         | 0 – 0 | Pro Sesto | Stadio Giuseppe Voltini\| Arbitro: \| Schellino (Biella) \| |
| Arbitro:                          | Schellino (Biella) |       |           |                                                             |

| Arbitro: | Moretti (Cosenza) |

|                            |           |                         |
| Campistri 65’ M. Pozzi 85’ | Marcatori | 40’ Briga 59’ Schenardi |

| Arbitro: | Mattera (Roma) |

|                     |           |                               |
| Pecoraro 55’ (aut.) | Marcatori | 11’ Lizzani 52’, 56’ Balesini |

| Sesto San Giovanni 29 aprile 1990 29ª giornata | Pro Sesto     | 0 – 0 | Legnano | Stadio Breda\| Arbitro: \| Lana (Torino) \| |
| Arbitro:                                       | Lana (Torino) |       |         |                                             |

| Varese 6 maggio 1990 30ª giornata | Varese          | 0 – 0 | Pro Sesto | Stadio Franco Ossola\| Arbitro: \| Dinelli (Lucca) \| |
| Arbitro:                          | Dinelli (Lucca) |       |           |                                                       |

| Sesto San Giovanni 13 maggio 1990 31ª giornata | Pro Sesto          | 0 – 0 | Palazzolo | Stadio Breda\| Arbitro: \| Zucchini (Bologna) \| |
| Arbitro:                                       | Zucchini (Bologna) |       |           |                                                  |

| Arbitro: | Disarò (Conselve) |

|  |           |             |
|  | Marcatori | 45’ Caliari |

| Arbitro: | Giove (Bari) |

|             |           |  |
| Caliari 82’ | Marcatori |  |

| Arbitro: | Rocchi (Roma) |

|  |           |               |
|  | Marcatori | 89’ Campistri |

### Coppa Italia

#### Girone B
| Arbitro: | Ambrosio (Como) |

|                                 |           |           |
| Lomanno 5’ (rig.) Pescatori 35’ | Marcatori | 22’ Tatti |

| Arbitro: | Bortoli (Schio) |

|                                        |           |            |
| Diodicibus 56’ A. Marchetti 73’ (rig.) | Marcatori | 65’ Mazzeo |

| Arbitro: | Bolognino (Milano) |

|           |           |              |
| Giani 39’ | Marcatori | 92’ Corrente |

| Domodossola 3 settembre 1989 4ª giornata | Juventus Domo   | 0 – 0 | Pro Sesto | Stadio Silvestro Curotti\| Arbitro: \| Pola (Rovereto) \| |
| Arbitro:                                 | Pola (Rovereto) |       |           |                                                           |

| Arbitro: | Disarò (Conselve) |

|            |           |                                            |
| Melosi 90’ | Marcatori | 22’, 80’ Finozzi 44’ Romairone 77’ Murgita |

| Arbitro: | Mangerini (Brescia) |

|  |           |                         |
|  | Marcatori | 6’ Cerrone 31’ Mandotti |